# Journaille
Het begrip journaille is van oorsprong een - weliswaar Frans klinkend (französiert) - Duits woord, waarmee minachtend aangeduid wordt: een onverantwoordelijke, sensatie-beluste pers die niet uit is op, of geïnteresseerd in waarheid(-svinding) maar alleen effectbejag; kortom: roddel en achterklap. Het begrip wordt met dezelfde betekenis ook gebruikt voor journalisten die werkzaam zijn voor deze sector. De term wordt vaak ironisch gebruikt.
Het woord is nieuw ontstaan aan het begin van de twintigste eeuw, onder verwijzing naar canaille (Duits: Kanaille) (Lat.: canis = hond) in de betekenis van "gemene vent" of "schoft"; meervoud: 'uitschot', 'janhagel', 'gepeupel'.
Eerste vermelding is vóór 1902 in het essay "Die Journaille" door Karl Kraus (1874-1936). In het essay "Der Freiherr" (1910) wijst Kraus de Oostenrijkse toneelschrijver en dramaturg Alfred von Berger (1853-1912) als bedenker van de term aan.
"...als ich in der 'Fackel' zum erstenmal das Wort "Journaille", dessen Erfinder ich nicht bin, zitierte, dazu geschrieben: "Ein geistvoller Mann hat mir neulich, da wir über die Verwüstung des Staates durch die Preßmaffia klagten, diese für meine Zwecke wertvolle Bezeichnung empfohlen, die ich hiemit dankbar dem Sprachgebrauch überliefere"."

## Jan Vrijman
De Nederlandse journalist Jan Vrijman gebruikte het woord als pseudoniem voor zijn dagelijkse column, die van 2 januari 1985 tot enkele weken voor zijn dood in 1997 dagelijks op de voorpagina van Het Parool stond. Vrijman noemde zich ook wel Jean Journaille.